# Рожков, Дмитрий Николаевич
Дмитрий Николаевич Рожков (10 ноября 1967, Москва — 1 января 1996, Москва) — российский хоккеист, нападающий.

## Биография
Дмитрий Рожков родился в 1967 году.
Воспитанник московского хоккейного клуба «Спартак», нападающий. Выступал за «Спартак» с 1984 по 1989 и с 1992 по 1996 годы, принял участие в 229 играх высшей лиги, в которых забросил 19 шайб и отдал 31 голевую передачу.
Также выступал за ряд других клубов СССР и России, в том числе в высшей лиге — в сезоне 1990/1991 за ярославское «Торпедо».
Был кандидатом в сборную России по хоккею.

### Гибель
Рожков погиб в ночь на 1 января 1996 года в результате ножевого ранения в сонную артерию. По всей видимости, его гибель стала результатом бытовой ссоры с женой и тестем. По некоторым сведениям, жена его избивала, и, по словам вице-президента «Спартака» Гелани Товбулатова, Рожков часто появлялся на людях с синяками и ссадинами неспортивного происхождения.
Похоронен в Москве на Митинском кладбище.